# Konstantínos Kaváfis
Konstantínos Petros Kaváfis (Grieks: Κωνσταντίνος Πετρος Καβάφης, Konstandínos Petrou Kavafis) (Alexandrië, 29 april 1863 – aldaar, 29 april 1933) was een Nieuwgrieks dichter. Hij kreeg, pas na zijn dood, wereldwijde waardering voor zijn gedichten over de liefde en belangrijke historische gebeurtenissen. 

## Leven
Kavafis werd geboren te Alexandrië (Egypte) op 29 april 1863 als jongste zoon in een welgestelde Griekse koopliedenfamilie. Zijn beide ouders waren afkomstig uit het toenmalige Constantinopel. Zijn vader maakte fortuin met de in- en export van producten naar Engeland. Nadat hij in 1870 overleden was vertrok het gezin voor een tijdje naar Liverpool, waar Konstantinos een deel van zijn jeugd doorbracht en een Engelse opvoeding meekreeg (hij schreef zelfs zijn naam in het Engels als Cavafy, en zo is hij in dit taalgebied bekend).
Teruggekeerd naar Alexandrië in 1877, moest Chariklia Kavafis in 1882 andermaal met haar kinderen de stad verlaten wegens onlusten in het Egypte onder Britse overheersing, en ging zij weer bij haar vader in Constantinopel wonen. Na enige tijd keerde zij, ditmaal definitief, naar Alexandrië terug, waar Kavafis tot aan haar dood in 1899 bij zijn moeder bleef inwonen. In 1892 was hij intussen gaan werken als ambtenaar bij het Ministerie van Irrigatie, een saaie en onderbetaalde baan, die hij niettemin dertig jaar heeft volgehouden. Het familiefortuin was sinds de dood van zijn vader langzaam weggesmolten.
Kavafis, die homoseksueel was, is nooit gehuwd geweest. Hij overleed te Alexandrië, uitgerekend op zijn zeventigste verjaardag, op 29 april 1933.

## Dichter
Op zijn twintigste begon Kavafis verzen te schrijven. Hij publiceerde zijn gedichten op losse bladen, die hij slechts aan goede vrienden bezorgde. Uiterst kritisch als hij was, en voortdurend twijfelend aan zijn dichterlijk talent, achtte hij veel werk niet rijp voor publicatie, met uitzondering van een aantal lokale kranten. Soms voegde hij die losse bladen weleens samen tot een bundeltje, maar tijdens zijn leven is er geen enkele officiële bundel van hem verschenen. Hij schreef zijn gedichten in Alexandrië in het Grieks, hoewel hij eerst de Britse nationaliteit had. In 1892 werd hij Grieks staatsburger. Zijn zwervende bestaan vormde de grondslag van het kosmopolitische karakter van de gedichten van Kavafis.

Kavafis schreef 155 gedichten. Zijn hele oeuvre werd voor het eerst in 1935 gebundeld. Zijn stijl is sober en suggestief. Hij drukt zich uit met een eenvoud die het prozaïsche benadert. Kenmerkend is enerzijds de nostalgie en (homo-)erotiek in de persoonlijke gedichten, anderzijds de decadente schoonheid van historische onderwerpen die hij op een suggestieve manier schildert. Vooral na de Tweede Wereldoorlog is de belangstelling voor zijn werk sterk toegenomen.
Zijn belangrijkste werk gaf hij pas vrij voor publicatie nadat hij de veertig al gepasseerd was en mede daardoor noemde hij zichzelf een dichter van de oude stempel.

## Wachten op de barbaren
Kavafis omschreef zichzelf als een dichter/historicus en putte uit de Griekse geschiedenis vanaf de val van Troje tot de ondergang van het Byzantijnse Rijk. Als geen ander had zijn stad Alexandrië, als literair en intellectueel centrum van het Middellandse Zeegebied, zowel roem als neergang gekend.
Bij belangrijke historische momenten voert Kavafis regelmatig een betrokkene op, die als het ware een ooggetuigeverslag geeft en de lezer de mogelijkheid geeft om mee te leven met de tijd van toen.
Sommige van zijn gedichten hebben eeuwigheidswaarde. Het meest vermaarde gedicht van Kavafis heeft als titel Wachten op de barbaren, dat geschreven is in 1898 en voor het eerst gepubliceerd in 1904. Tientallen jaren later verscheen pas de gelijknamige roman van J.M. Coetzee (1980).
Het gedicht speelt zich af op een immens plein in een niet met name genoemde stad uit de Oudheid. Een menigte is samengedrongen in angstige afwachting van de komst van onbekende barbaren.
De machthebbers weten zich geen raad en nemen zich voor om in ieder geval een overeenkomst op perkament op te stellen, met de nodige eerbewijzen en titels voor de vreemdelingen. Duidelijk is wel dat praten geen zin meer heeft, want de barbaren "hebben een hekel aan welsprekendheid en discussies in het openbaar."

Uiteindelijk verspreidt de menigte zich, de straten lopen leeg en de burgers wachten af, want "de avond is gevallen en de barbaren zijn niet gekomen." Men vraagt zich, wat er van hen moet worden zonder de barbaren, want misschien hadden zij wel een oplossing voor de problemen. 
Waar wachten wij op, bijeengekomen op de agora?
Op de barbaren die vandaag komen.
Waarom wordt in de Senaat niets gedaan?
Zitten de Senatoren daar zonder wetten te maken?
Omdat de barbaren vandaag zullen komen
Waarom zouden de Senatoren dan nog wetgeven?
Dat zullen de barbaren doen wanneer ze zijn gekomen.

Velen verwijzen naar dit gedicht als een metafoor. Zoals schrijver Ilja Leonard Pfeiffer, die stelt, dat moslims de moderne barbaren zijn, want zij vervullen de behoefte aan een gemeenschappelijk vijand in donkere tijden.

Ook in 2020 kopt de  NRC Handelsblad , dat "de barbaren van de andere kant komen." In dit geval is het een verwijzing naar de vluchtelingen die Europa proberen te bereiken.

Culturele kaalslag, gemis aan politieke daadkracht en het verlangen naar desnoods een hevige crisis om de impasse te doorbreken, zijn favoriete thema’s van Kavafis.
Hij had grote bewondering voor politici die het juiste probeerden te doen, ondanks dat zij wisten dat hun missie weinig kans had. Zij staan te boek in de geschiedenis als de verliezers. De grootste deugden voor politici zijn, volgens Kavafis, een nederlaag in alle rust te accepteren en realiteitszin.

## De liefde en de dood
Naast filosofisch getinte gedichten spelen de liefde en de dood een belangrijke rol in het werk van Kavafis. Zijn homoseksualiteit bezingt Kavafis in vele gedichten, met name zijn voorkeur voor efebes. Tegelijkertijd beschrijft  zijn heimwee naar teloorgegane schoonheid, zoals in Herinner je lichaam, uit 1918.

Eén van de beroemdste gedichten van Kavafis is Ithaka, verwijzend naar het eiland, waar Odysseus na tal van omzwervingen uiteindelijk naar terugkeerde. Iedere reiziger dient zo lang mogelijk over de reis te doen, want het gaat niet om de bestemming, maar om de weg ernaartoe. Net als het leven zelf. Ithaka werd voorgelezen tijdens de begrafenis van Jacqueline Kennedy Onassis.

De vraag of de lezer Kavafis door zijn gedichten werkelijk als persoon leert kennen, beantwoordt hij in zijn gedicht Verborgenheden:
Laat niemand uit wat ik deed en zei proberen af te leiden wie ik was.
Er was een belemmering, die vervormde de daden en de wijze van mijn leven.
Er was een belemmering, die weerhield mij vele keren als ik wou gaan spreken.
Mijn meest onopgemerkte daden, en mijn meest verhulde geschriften – daaruit alleen zal men mij begrijpen.

## Vertalingen in het Nederlands

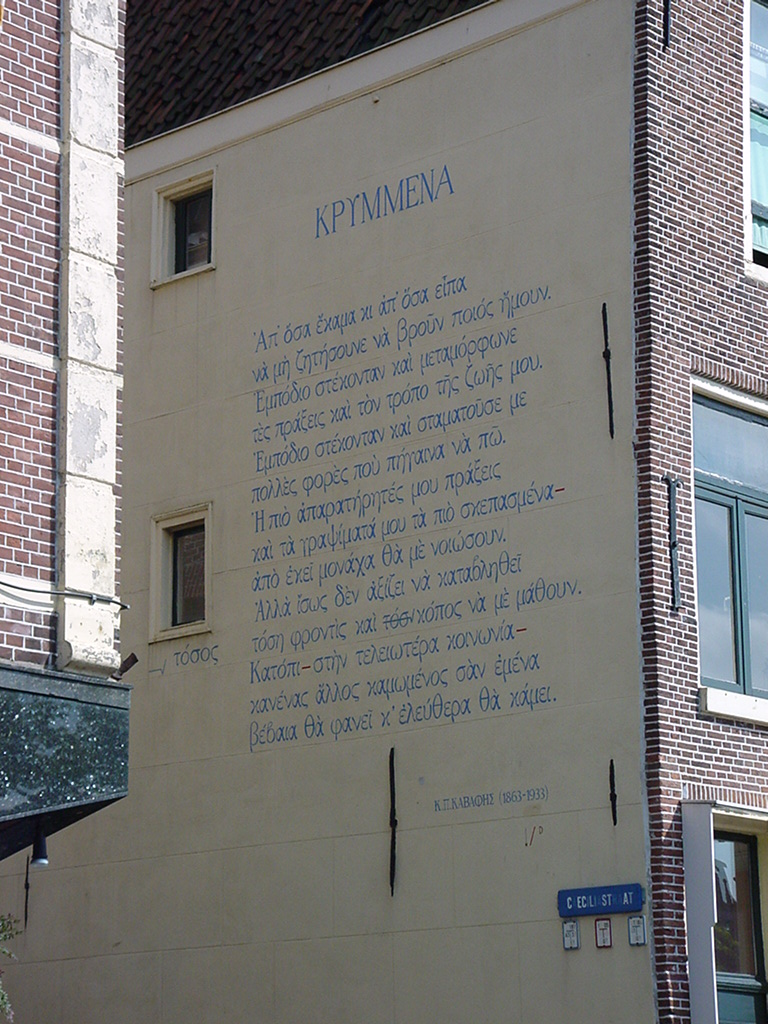
Κρυμμενα (Verborgenheden) van Kaváfis op een muur in Leiden

Een eerste vertaling in het Nederlands verschenen in 1934 van de hand van G.H. Blanken: 'Vĳf en twintig verzen van Konstandinos P. Kavafis'. Twintig jaar later verscheen een herziene en uitgebreide druk. Op instigatie van de uitgever Johan Polak zette Blanken zijn vertaling voort. In 1977 kwam het complete werk uit bij Athenaeum-Polak & Van Gennep (laatste druk 2004). Een alternatieve vertaling van de gedichten door Hans Warren en Mario Molegraaf kwam rond 1980 tot stand. Na enkele bibliofiele uitgaven en tijdschriftpublicaties werd het complete werk in 1984 uitgegeven bij Bert Bakker (laatstelijk 2002). Andere, meer incidentele vertalingen in boekvorm verschenen van de hand van Marko Fondse (2000) en van Ton van der Stap (2006). In 2018 verscheen het boek Eros' ambacht Gedichten van Kavafis; drieënzeventig gedichten vertaald door LudovieK Jansen-Stubij, met elf tekeningen van Koes Staassen.
Kaváfis' gedicht Ithaka vormt de basis van Otto Kettings opera Ithaka uit 1986.